# Eocypselus rowei
Eocypselus rowei – gatunek małego ptaka należącego do kladu Cypselomorphae, opisany w roku 2013. Szczątki kopalne odnaleziono w Wyoming w Green River Formation. Okres życia datowany jest na eocen, około 50 mln lat temu. Do rodzaju Eocypselus należał także Eocypselus vincenti, żyjący w podobnym okresie, odnaleziony jednak w Danii.
Długość ciała Eocypselus rowei wynosiła około 12 cm. W skamielinie odcisnęły się pióra, co umożliwia określenie kształtu skrzydeł. Zarówno budowa jak i kształt skrzydła są pośrednie między tymi cechami u jerzyków i kolibrowatych, należących do kladu Cypselomorphae. W porównaniu do jerzyków i kolibrów, nowy gatunek posiada dłuższe nogi. Długie kości śródstopia oraz skoku wskazują na dobre przystosowanie do chodzenia po ziemi.
Odnalezione szczątki zawierały prócz odcisków piór i niemal kompletnego szkieletu zachowane melanosomy. Prawdopodobnie więc pióra E. rowei miały barwę czarną. Możliwe również, że posiadały metaliczny połysk, podobnie jak u żyjących obecnie jerzyków.